# 777 Gutemberga
A 777 Gutemberga (ideiglenes jelöléssel 1914 TZ) egy kisbolygó a Naprendszerben. Franz Kaiser fedezte fel 1914. január 24-én.